# 가모군 (시가현)

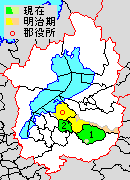
시가현 가모 군의 위치

가모군(일본어: 蒲生郡, がもうぐん)은 일본 시가현에 있는 군이다.
인구 31,390명, 면적 162.15km², 인구밀도 194명/km².(2025년 3월 1일, 추계인구)
이하 2정으로 구성된다.
- 히노정(日野町)
- 류오정(竜王町)

## 역사
- 1889년 4월 1일 - 정촌제 시행과 함께 가모 군에 하치만 정, 히노 정과 23개의 촌이 성립하였다.(2정 23촌)
- 1894년 5월 12일 - 사쿠라다니 촌이 히가시사쿠라다니 촌과 니시사쿠라다니 촌으로 분할되었다.(2정 24촌)
- 1933년 3월 3일 - 우쓰로 촌이 하치만 정에 편입되었다.(2정 23촌)
- 1951년 4월 1일 - 시마 촌이 하치만 정에 편입되었다.(2정 22촌)
- 1954년 3월 21일 - 나카노 촌이 간자키 군 요카이치 정과 합병해 간자키 군 요카이치 정이 성립, 군에서 이탈하였다.(2정 21촌)
- 1954년 3월 31일 - 하치만 정, 기리하라 촌, 오카야마 촌, 마부치 촌, 가네다 촌이 합병해 오미하치만시가 성립, 군에서 이탈하였다.(1정 17촌)
- 1954년 4월 1일 - 아즈치 촌, 오이소 촌이 합병해 아즈치 정이 성립하였다.(2정 15촌)
- 1954년 8월 15일 - 히라타 촌, 이치노베 촌, 다마오 촌이 간자키 군 요카이치 정, 미소노 촌, 다케베 촌과 합병해 요카이치 시가 성립, 군에서 이탈하였다.(2정 12촌)
- 1955년 1월 1일 - 아즈치 정의 일부(시미즈하나 지구)가 간자키 군 아사히 촌, 미나미고캬쇼 촌, 기타고카쇼 촌과 합병해 간자키 군 고카쇼 정이 성립하였다.
- 1955년 3월 16일 - 히노 정, 미나미힛사 촌, 기타힛사 촌, 가이가케 촌, 니시오지 촌, 히가시사쿠라다니 촌, 니시사쿠라다니 촌이 합병해 히노 정이 성립하였다.(2정 6촌)
- 1955년 4월 1일 - 아사히노 촌, 사쿠라가와 촌이 합병해 가모 정이 성립하였다. 이치하라 촌이 간자키 군 에이겐지 촌과 합병해 간자키 군 에이겐지 정이 성립, 군에서 이탈하였다.(3정 3촌)
- 1955년 4월 29일 - 가가미야마 촌, 나 촌이 합병해 류오 정이 성립하였다.(4정 1촌)
- 1958년 2월 1일 - 무사 촌이 오미하치만 시에 편입되었다.(4정)
- 2006년 1월 1일 - 가모 정이 히가시오미시에 편입되었다.(3정)
- 2010년 3월 21일 - 아즈치 정이 오미하치만 시에 편입되었다.(2정)